# Norge vid Europamästerskapen i friidrott 2006
Norge skickade en trupp på 29 friidrottare till EM i Friidrott 2006. Den 5 augusti avslöjades dock att EM-uttagne sprintern Aham Okeke åkt fast i en dopingkontroll med förhöjda halter av testosteron och riskerade att bli avstängd på livstid. Truppen innehöll en tidigare medaljör vid ett internationellt mästerskap, Andreas Thorkildsen, med det var långdistandslöperskan Susanne Wigene som tog Norges första medalj genom ett silver på 10000 meter.
| EM i friidrott 2006, medaljer Norge |       |      |        |       |        |
| Plats                               | Land  | Guld | Silver | Brons | Totalt |
| =15                                 | Norge | 1    | 1      | 0     | 2      |

Norska medaljer 
| Placering | Friidrottare        | Gren     | Resultat    |
| 1         | Andreas Thorkildsen | Spjut    | 88.78 m     |
| 2         | Susanne Wigene      | 10 000 m | 30.32.36 PB |

## Den norska truppen
| 100 m: Martin Rypdal, John Ertzgaard, (Aham Okeke dopingavstängd) 1500 m: Bård Kvalheim 5000 m: Marius Bakken 10,000 m: Marius Bakken Maraton: Trond Idland, Henrik Sandstad, Karl Johan Rasmussen 3,000 m hinder: Bjørnar Ustad Kristensen 20 km gång: Erik Tysse 50 km gång: Trond Nymark Spjut: Andreas Thorkildsen, Ronny Nilsen Tiokamp: Hans Olav Uldal 4 x 100 m: Martin Rypdal, John Ertzgaard, Philip Bjørnå Berntsen, Anders Kristiansen, Christian Settemsli Mogstad 4 x 400 m: Einar Inge Aasen, Quincy Douglas, Steffen Kjønnås, Kristoffer Nyhuus, Morten Sand | 200 m: Elisabeth Slettum 1,500 m: Ragnhild Kvarberg 5,000 m: Susanne Wigene 10,000 m: Susanne Wigene Maraton: Kirsten Melkevik Otterbu 20 km gång: Kjersti Plätzer Höjdhopp: Anne Gerd Eieland Diskus: Grete Etholm Snyder Slägga: Mona Holm |